# 모건 프리먼
모건 포터필드 프리먼 주니어(영어: Morgan Porterfield Freeman, Jr., 1937년 6월 1일 ~ )는 미국의 배우다.
《원티드》, 《다크 나이트》 등의 주요 영화에 비중있는 조연으로 다수 출연하였다. 최근 남아프리카 공화국의 1995년 럭비 월드컵 우승을 그린 영화 《우리가 꿈꾸는 기적: 인빅터스》에서 넬슨 만델라 역을 맡았는 데, 그의 인상은 오히려 코피 아난과 비슷하다는 평가를 받기도 했다.

## 학력
- 로스앤젤레스 커뮤니티 대학 학사
- 보스턴 대학교 명예박사 (2013년)

## 출연 영화
- 《뱅퀴시》 (Vanquish, 2021년) : 데이먼 역
- 《킬러의 보디가드 2: 킬러의 와이프》 (Hitman's Wife's Bodyguard , 2021년) : 시니어 역
- 《컴백 트레일》 (The Comeback Trail, 2020년) : 레지 폰테인 역
- 《포이즌 로즈》 (The Poison Rose, 2019년) : 독 역
- 《앤젤 해즈 폴른》 (Angel Has Fallen, 2019년) : 트럼볼 대통령 역
- 《아메리카 뮤직&와일드》 (America's musical journey & America wild, 2018년) : 내레이션
- 《호두까기 인형과 4개의 왕국》 (The Nutcracker and the Four Realms, 2018년) : 드로셀마이어 역
- 《저스트 겟팅 스타티드》 (Just Getting Started, 2017년) : 듀크 역
- 《고잉 인 스타일》 (Going in Style, 2017년) : 윌리 역
- 《런던 최후의 날》 (London Has Fallen, 2016년) : 트럼불 역
- 《루시》 (Lucy) (2014년) : 노먼 역
- 《백악관 최후의 날》 (Olympus Has Fallen, 2013년) : 트럼불 역
- 《다크 나이트 라이즈》 (The Dark Knight Rises, 2012년) : 루시어스 폭스 역
- 《우리가 꿈꾸는 기적: 인빅터스》 (Invictus, 2009년) : 넬슨 만델라 역
- 《다크 나이트》 (The Dark Knight, 2008년) : 루시어스 폭스 역
- 《원티드》 (Wanted, 2008년) : 슬로안 역
- 《배트맨 비긴즈》(Batman begins) : 루시어스 폭스 역
- 《밀리언 달러 베이비》 (Million Dollar Baby, 2004년) : Eddie Scrap-Iron Dupris
- 《딥 임팩트》 (Deep Impact, 1998년) : 미국 대통령 역
- 《아미스타드》 (Amistad, 1997년) : 테오도어 조드슨 역
- 《키스 더 걸》(Kiss the Girl, 1997년) : 알렉스 크로스 박사 역
- 《우주의 역사》 (1996년) : 나레이션 역
- 《몰 플랜디스》 (1996년) : 히블 역
- 《체인 리액션》 (1996년) : 셰넌 역
- 《세븐》 (Seven, 1995년)
- 《아웃브레이크》(Outbreak, 1995년)
- 《쇼생크 탈출》 (1994년) : 엘리스 보이스 '레드' 레딩 역
- 《로빈 후드:도둑들의 왕자》(Robin Hood; Prince of Thieves, 1991년) : 아짐 역
- 《영광의 깃발》 (1989년) : 윌리엄 A. 카니 역
- 《브루스 올마이티》 (Bruce Almighty, 2003년) : 신 역
- 《에반 올마이티》 : 신 역
- 《우주전쟁》 : 해설 역
- 《파워 오브 원》 : 기엘 피트 역
- 《드라이빙 미스 데이지》 : 호크 콜범 역
- 《럭키 넘버 슬레븐》 : 보스 역

## 수상내역
- 1987년 제52회 뉴욕 비평가 협회상 남우조연상
- 1987년 제13회 LA 비평가 협회상 남우조연상
- 1987년 제22회 전미 비평가 협회상 남우조연상
- 1988년 NSFC 남우조연상 'Street Smart'
- 1988년 제1회 인디펜던드 스피릿 어워드 남우조연상
- 1989년 캔자스시티 비평가협회상 남우주연상
- 1989년 NAACP 이미지 어워드 영화부문 남우주연상
- 1990년 제61회 미국 비평가 협회상 남우주연상
- 1990년 제47회 골든글로브 코미디/뮤지컬 부문 남우주연상 '드라이빙 미스 데이지'
- 1995년 클로트루디스영화제 남우주연상
- 1997년 엠파이어 남우주연상
- 1997년 NAACP 이미지 어워드 영화부문 남우조연상
- 1997년 제17회 런던 비평가 협회상 남우주연상
- 1998년 NAACP 이미지 어워드 영화부문 남우조연상
- 1998년 브뤼셀국제영화제 크리스탈 아이리스상
- 2000년 조셉 플라튜 어워즈 평생공로상
- 2000년 제4회 할리우드영화제 평생공로상
- 2001년 필라델피아 영화제 평생공로상
- 2003년 제74회 미국비평가협회상 평생공로상
- 2003년 NAACP 이미지 어워드 영화부문 남우조연상
- 2003년 제38회 카를로비바리국제영화제 세계영화공헌상
- 2004년 덴버국제영화제 평생공로상
- 2004년 NAACP 이미지 어워드 영화부문 남우조연상
- 2005년 벤쿠버 비평가 협회상 남우조연상
- 2005년 유타 비평가 협회상 남우조연상
- 2005년 이탈리안 온라인 무비어워즈 남우조연상
- 2005년 제11회 미국 배우 조합상 영화부문 남우조연상
- 2005년 제77회 미국 아카데미 시상식 남우조연상
- 2005년 두바이국제영화제 평생공로상
- 2006년 카일로국제영화제 골든 피라미드상
- 2008년 제31회 미국케네디센터상
- 2009년 취리히국제영화제 골든아이콘상
- 2009년 NAACP 이미지 어워드 영화부문 남우주연상
- 2010년 제21회 팜스프링스국제영화제 평생공로상
- 2010년 아프리카-아메리카 비평가협회상 남우주연상
- 2010년 제81회 미국 비평가 협회상 남우주연상
- 2010년 제38회 미국영화연구소 평생공로상
- 2010년 블랙릴어워드 영화부문 남우주연상
- 2011년 제39회 미국영화연구소 평생업적상
- 2011년 봄바이국제영화제 평생공로상
- 2011년 신 유포리아 어워즈 평생공로상
- 2012년 제47회 골든카메라시상식 공로상
- 2012년 제69회 골든글로브시상식 세실.B.데밀상
- 2012년 제38회 피플스초이스 영화부문 아이콘상
- 2013년 시네마콘 어워즈 시네마아이콘상
- 2015년 블랙릴어워드 목소리연기상
- 2016년 제43회 링컨센터 갈라 트리뷰트상
- 2016년 AARP 어워즈 베스트 그로운 업 러브스토리상
- 2017년 AARP 어워즈 평생공로상
- 2018년 제24회 미국배우조합상 공로상